# Patrickskreuz

Patrickskreuz auf einer Flagge

Das Patrickskreuz als Teil der Union Jack, der Staatsflagge des Vereinigten Königreiches und vieler seiner derzeitigen und ehemaligen Überseegebiete und Dominions.

Das Patrickskreuz (englisch Saint Patrick’s Saltire, irisch Sailtír Naomh Pádraig) ist ein Symbol des heiligen Patrick. Dieser wird als Heiliger und als Schutzpatron  in Irland verehrt. Sein Kreuz ist ein rotes Andreaskreuz auf weißem Untergrund. Dieses Schrägkreuz befindet sich seit 1801 im Union Jack und verkörpert Irland (heute Nordirland) als politisches Gebiet. Es geht zurück auf das Ordenskreuz des St.-Patricks-Ordens, den der englische König Georg III. 1783 für den irischen Adel gründete. Frühere Bezüge dieses Kreuztypus' zum hl. Patrick oder zu Irland sind nicht nachgewiesen. Das Patrickskreuz wird daher von den meisten irischen Nationalisten als britische Erfindung abgelehnt.